# Désiré de Lille

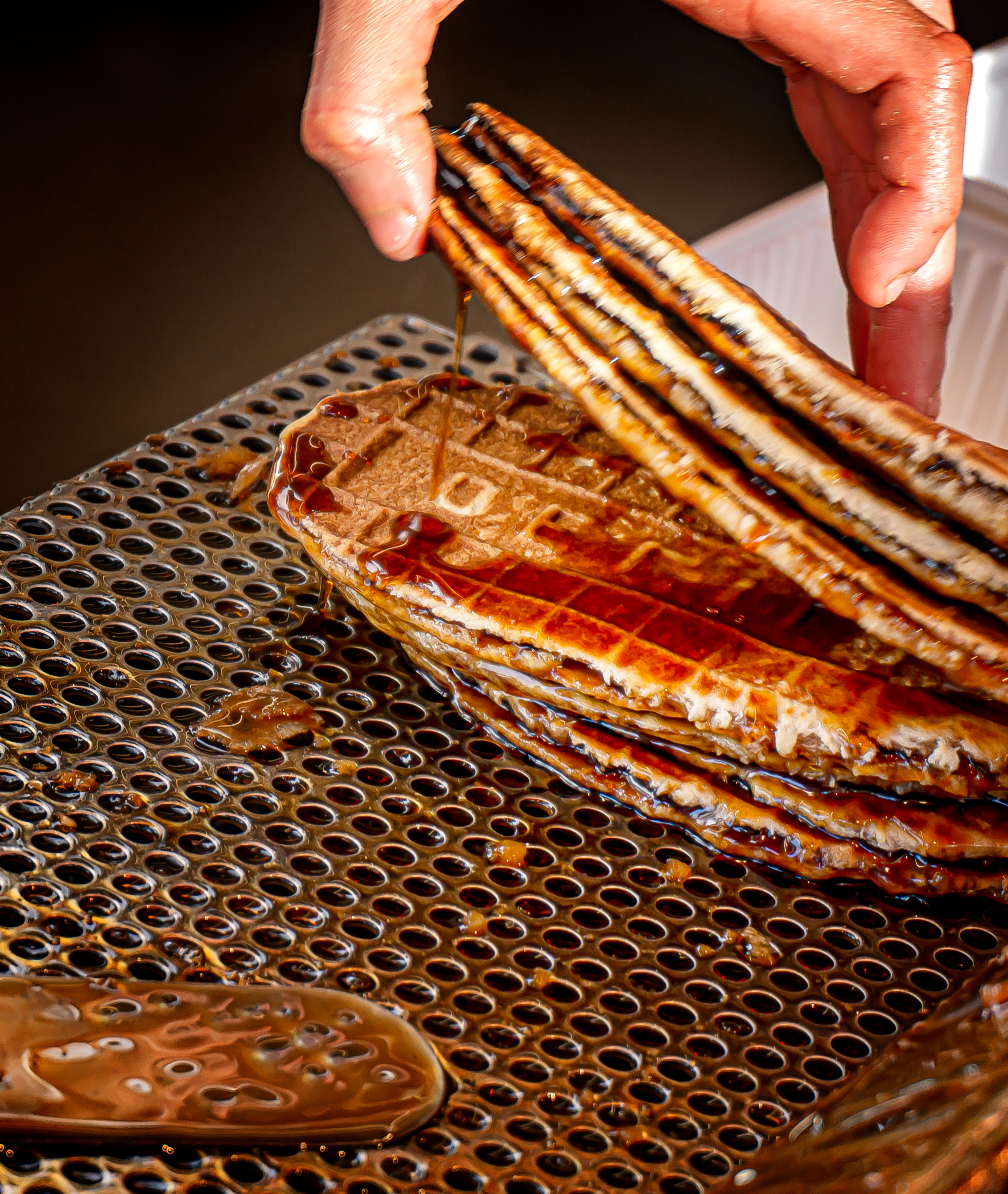

Désiré Smidts alias Désiré de Lille est l'inventeur du lacquemant, fine gaufrette populaire à Liège et à Anvers en Belgique.

## Biographie
Né à Liège le 12 février  en 1885, Désiré Smidts commence sa vie professionnelle à Paris où il exerce la profession d'ouvrier pâtissier. Mais sa passion est la navigation. Après être réformé de la marine nationale française, il se rend à Anvers en Belgique dans l'espoir de trouver un job dans la marine marchande. Ne trouvant pas de travail au port, il obtint en ville, sur la grande foire, une place de garçon aux établissements Lacquemant, une friterie foraine lilloise[réf. nécessaire]. Pâtissier de formation, il met au point en 1903 une gaufre fine coupée en sa largeur et fourrée d'un sirop de sa composition. 
Après la tournée des fêtes foraines de Bruxelles, Lille, Liège (où sa gaufrette remporte un certain succès lors de la foire d'octobre), Paris et Saint-Malo (où il rencontre Louise son épouse), Désiré Smidts revient finalement à Liège où il s'installe définitivement et commercialise sa fine gaufre qu'il appelle lacquemant[réf. nécessaire].
Ses descendants continuent encore aujourd'hui la commercialisation du lacquemant aussi bien sur les foires comme à Liège qu'en magasins[réf. nécessaire].
Il est enterré au cimetière de Bressoux[réf. nécessaire].